# عرقوب مفرع (المسيمير)

تعديل مصدري - تعديل

عرقوب مفرع هي إحدى قرى عزلة المسيمير بمديرية المسيمير التابعة لمحافظة لحج، بلغ تعداد سكانها 100 نسمة حسب تعداد اليمن لعام 2004.